# 华南梾木
华南梾木（学名：Swida austrosinensis）为山茱萸科梾木属下的一个种。

## 扩展阅读
- 維基物種上的相關：华南梾木